# Кишмишев, Степан Осипович
Степан Осипович Кишмишев (Стефан Иосифович, Оникович; 10 октября 1833 — 12 августа 1897; Тифлис, Российская империя) — генерал-лейтенант русской армии армянского происхождения, участник
Кавказской и Русско-турецкой (1877—1878) войн, военный историк.

## Биография
Степан Кишмишев родился 10 октября 1833 года в дворянской семье. Армяно-григорианского вероисповедания. На службу поступил 3 февраля 1850 года в чине старшего урядника в Джаро-лезгинскую постоянную милицию. В том же году в составе Лезгинского отряда, действовавшего в Нагорном Дагестане, участвовал в экспедиции против горцев Джурмутского общества. За взятие штурмом во время той экспедиции аула Бехельды был награждён серебряной медалью на георгиевской ленте «За храбрость» для ношения на петлице. В 27 мая 1851 года Кишмишев уволен в отставку и в следующем году поступил на юридический факультет Московского императорского университета. В 1856 году окончил курс со степенью кандидата университета и 13 августа того же года в чине прапорщика был определён в Санкт-Петербургский гренадерский короля Фридриха-Вильгельма III полк. В Кишмишев 1858 году поступил в Николаевскую академию Генерального штаба по окончании которой по 2 разряду в 1861 году был прикомандирован к департаменту Генерального штаба для изучения восточных языков при Санкт-Петербургском университете. 17 апреля 1862 года получил чин подпоручика и был определён в войска Кавказской армии с переводом в Генеральный штаб. 30 августа того же года присвоен чин поручика.
В 1863 года Кишмишев в чине штабс-капитана Генерального штаба, присвоенного ему 30 августа того же года, в составе отряда генерал-майора Радецкого принял участие в подавлении вспыхнувшего в том году в Джаро-Белоканском (Закатальском) округе восстания. В том же году он был направлен в качестве разведчика в Анатолию (азиатскую Турцию) для сбора сведений об укреплённых пунктах, а также для осмотра путей ведущих в Трапезунд, Байбурт, Эрзерум, Карс, Ардаган и Аджарию. 30 августа 1865 года был присвоен чин капитана, а 8 ноября того же года был назначен для поручений при штабе Кавказского военного округа. В том же году направлен в качестве пристава для контроля над правильным передвижением горцев, отказавшихся после Кавказской войны принимать Российское подданство, и переселявшихся в Османскую империю. После этого по приказу Великого князя Михаила Николаевича Кишмишев с войсковым отрядом был назначен для защиты пограничной линии в районе Арпачай от вторжений, переселённых в Османскую империю горцев. За исполнение того поручения Кишмишев был награждён орденом Св. Станислава 2-й степени.
30 августа 1869 года Кишмишеву был присвоен чин подполковника, и тогда же он был назначен на должность заведующего передвижением войск по Чёрному морю (Кавказским портом), реками Риони и Кубанью, а также Поти―Тифлисской ж/д. Состоял при канцелярии окружного штаба. Был членом Кавказского отдела Императорского Русского Географического общества, а также Тифлисского благотворительного обществ. В 1870 году приказом по Кавказскому военному округу Кишмишев за своевременно принятые меры против занесения в Рионский край холеры был удостоен благодарности Августейшего главнокомандующего.
30 августа 1872 года был присвоен чин полковника. В 1873 году во время Хивинского похода русской армии, Кишмишев был командирован главнокомандующим на восточный берег Каспийского моря, для организации безотлагательной транспортировки провианта морским путём для Мангышлакского отряда полковника Маркозова из Красноводска в Киндерли. За быструю и грамотно организованную доставку всего необходимого для Мангышлакского отряда Кишмишев был награждён орденом Св. Владимира 3-й степени.
Во время Русско-турецкой войны 1877―1878 годов Кишмишев находился в составе действующего корпуса генерал-адъютанта Лорис-Меликова на кавказском театре военных действий. Участвовал во взятии Ардагана 5 мая 1877 года, за что был награждён золотой саблей «За храбрость». За боевое отличие в Авлияр-Аладжинском сражении, произошедшем 3 октября того же года, Кишмишев 8 ноября 1878 года был произведён в генерал-майоры с оставлением в Генштабе. За штурм Карса 6 ноября получил подарок по чину, а за осаду Эрзерума в 1878 году был награждён орденом Св. Станислава 1-й степени с мечами. По окончании боевых действий на Кавказе в феврале 1878 года Эрзерум отходил к России, а Кишмишев назначался начальником Эрзерумского округа. Кишмишеву поручались приведение в порядок моста через Аракс и далее идущей каракуртской дороги. Также он был назначен ответственным за размещение больных и раненых, ассенизации турецких воинских кладбищ и оздоровлении города во избежание появления в городе разного рода инфекционных болезней (вскоре по результатам Берлинского трактата в июне того же года, Эрзерум отходил обратно к Турции).
С 1879 года Кишмишев состоял в распоряжении Е. И. В. главнокомандующего Кавказской армией, с 1885 года при войсках Кавказского военного округа, а в 1887 году назначен начальником 24-й местной бригады (с 1895 г. — Тифлисская местная бригада).
Умер Кишмишев 8 августа 1897 года в Тифлисе в возрасте 63 лет. Похоронен там же, в ограде Ванского собора.

## Награды
- серебряная медаль «За храбрость» на георгиевской ленте для ношения в петлице
- орден Св. Владимира 4-й ст. (1864)
- орден Св. Станислава 2-й ст. (1866) с императорской короной (1868)
- орден Св. Анны 2-й ст. (1870) с императорской короной (1872)
- орден Св. Владимира 3-й ст. с мечами (1874)
- золотая сабля «За храбрость» (1877)
- подарок по чину (1878)
- орден Св. Станислава 1-й ст. с мечами (1879)
- орден Св. Анны 1-й ст. (1882)
- орден Св. Владимира 2 -йст. (1886)
- орден Белого орла (1892)[2][7]